# ابکر
ابکر در ۵۰ کیلومتری النهود در کشور سودان است.